# 柿擬白輪盾介殼蟲
柿擬白輪盾介殼蟲（学名：Pseudaulacaspis takahashii）为盾介殼蟲科擬白輪盾介殼蟲屬下的一个种。